# Günther Reichardt (Politiker)
Günther Reichardt (* 25. Dezember 1929) ist ein deutscher Jurist und Politiker (FDP).

## Leben
Reichardt absolvierte ein Studium der Rechtswissenschaft an der Universität Göttingen. Nach Ablegung des Zweiten Juristischen Staatsexamens 1959 arbeitete er bis 1962 als Referent für Arbeits- und Sozialversicherungsrecht bei den Arbeitgeberverbänden in Wuppertal. Im Anschluss war er Geschäftsführer zweier Wirtschaftsverbände.
Reichardt war von 1956 bis 1958 Vorsitzender des Liberalen Studentenbundes (LSD). In dieser Funktion war er 1956–1958 Beisitzer im FDP-Bundesvorstand. Er war 1957/58 Vizepräses und 1981–1983 Präses im Verband Liberaler Akademiker. Von 1969 bis 1974 war er Beigeordneter der Stadt Wuppertal und vom 11. Juli 1974 bis zum 5. Juli 1978 Staatssekretär im Niedersächsischen Innenministerium unter Rötger Groß.
Von 1978 bis 1982 betätigte sich Reichardt als Rechtsanwalt für öffentliches Baurecht in Hannover. Im Anschluss übernahm er die Leitung der Umweltschutzstelle beim Deutschen Gießereiverband in Düsseldorf.